# 里尼勒费龙
里尼勒费龙（法語：Rigny-le-Ferron，法語發音：[ʁiɲi lə fɛʁɔ̃]）是法国奥布省的一个市镇，属于特鲁瓦区。

## 地理
里尼勒费龙（48°12'31"N, 3°37'54"E）面积19.05 平方千米，位于法国大東部大區奥布省，该省份为法国中北部省份，北起马恩省，西接塞纳-马恩省，西南至约讷省，东南至科多尔省，东临上马恩省。
与里尼勒费龙接壤的市镇（或旧市镇、城区）包括：贝吕勒、派西科东、瓦讷河畔圣伯努瓦、维莱讷、塞里伊、库卢尔、弗拉西。

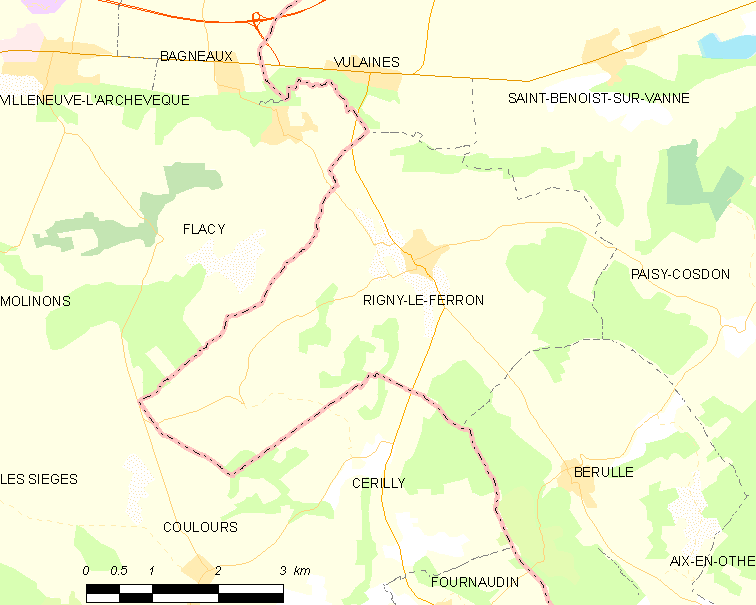
里尼勒费龙的OSM定位图

里尼勒费龙的时区为UTC+01:00、UTC+02:00（夏令时）。

## 行政
里尼勒费龙的邮政编码为10160，INSEE市镇编码为10319。

## 政治
里尼勒费龙所属的省级选区为艾克斯-维勒莫尔-帕利斯县。

## 人口

1962-2008年间里尼勒费龙人口变化图示

里尼勒费龙于2022年1月1日时的人口数量为322人。